# Pampilhosa da Serra
Pour les articles homonymes, voir Pampilhosa.
Pampilhosa da Serra est une municipalité (en portugais : concelho ou município) du Portugal, située dans le district de Coimbra et la région Centre.

## Géographie
Pampilhosa da Serra est limitrophe :
- au nord, d'Arganil,
- au nord-est, de Covilhã,
- à l'est, de Fundão,
- au sud, d'Oleiros (Portugal) et de Sertã,
- au sud-ouest, de Pedrógão Grande,
- à l'ouest, de Góis.

## Histoire
Pampilhosa s'est vu reconnaître le rang de « ville » en 1308, par charte octroyée par le roi Denis. Toutefois, en 1380, le roi Ferdinand Ier décréta le rattachement à Covilhã. Son successeur Jean Ier, décida, par lettre du 10 avril 1423, de confirmer le statut de « ville » pour Pampilhosa, sans toutefois restaurer son autonomie. S'ensuivit une longue période de revendication qui se termina en 1499, avec restauration de l'autonomie de Pampilhosa, suivie, le 20 octobre 1513, de l'octroi d'une nouvelle charte municipale par le roi Manuel Ier.
Une autre date d'importance, pour la municipalité, est celle du 24 octobre 1855, lorsqu'une réorganisation territoriale augmenta notablement le territoire du concelho de Pampilhosa, en lui adjoignant les freguesias de Dornelas, Fajão, Janeiro de Baixo, Unhais-o-Velho et Vidual (détachées de l'ancienne municipalité de Fajão, supprimée à cette occasion) et de Portela do Fojo (détachée de l'ancienne municipalité d'Alvares, elle aussi supprimée).

## Démographie
| 1801  | 1849  | 1900   | 1930   | 1960   | 1981  | 1991  | 2001  | 2004  |
| ----- | ----- | ------ | ------ | ------ | ----- | ----- | ----- | ----- |
| 3 260 | 4 163 | 12 426 | 13 459 | 13 372 | 7 493 | 5 797 | 5 220 | 4 756 |

## Subdivisions
La municipalité de Pampilhosa da Serra groupe 10 paroisses (freguesia, en portugais) :
- Cabril
- Dornelas do Zêzere (intégrée en 1855)
- Fajão (intégrée en 1855)
- Janeiro de Baixo (intégrée en 1855)
- Machio
- Pampilhosa da Serra : a le rang de « ville »
- Pessegueiro
- Portela do Fojo (intégrée en 1855)
- Unhais-o-Velho (intégrée en 1855)
- Vidual (intégrée en 1855)